# قصبة منيعات (الريف الشرقي)
قصبة منيعات (بالفارسية: قصبه منیعات) هي قرية تقع في إيران في قسم الريف الشرقي الريفي. يقدر عدد سكانها بـ 143 نسمة بحسب إحصاء 2016.